# Panacea
Panacea (Grieks: Πανάκεια, Panakeia) is in de Griekse mythologie de godin van de geneesmiddelen. Zij is een van de dochters van de god van de geneeskunde en genezing Asklepios. Epione is haar moeder.
Haar zus Hygieia is de godin van de gezondheid.
In Panakeia is panacee te herkennen: het middel dat als oplossing voor alle kwalen kan dienen.